# Joseph Fargis
Joseph Halpin Fargis IV (ur. 2 kwietnia 1948 w Nowym Jorku), amerykański jeździec sportowy. Trzykrotny medalista olimpijski.

## Kariera sportowa
Startował w konkurencji skoków przez przeszkody. Największy sukces odniósł na igrzyskach w Los Angeles, zdobywając złoto w obu konkursach – indywidualnym i drużynowym. Był to jego olimpijski debiut. Cztery lata później był członkiem srebrnej drużyny.

## Starty olimpijskie (medale)
Los Angeles 1984
- konkurs indywidualny i drużynowy (na koniu Touch of Class) –  złoto

Seul 1988
- konkurs drużynowy (Mill Pearl) –  srebro